# Tak (stad)
Tak (Thais: ตาก) is een stad in Noord-Thailand. Tak is hoofdstad van de provincie Tak en het district Tak. De stad telde in 2000 bij de volkstelling 21.658 inwoners.
Tak ligt ongeveer 420 kilometer ten noordwesten van Bangkok. De stad ligt aan de rivier de Ping. De Wang mondt bij Tak in de Ping uit.